# Gerardo Rueda
Gerardo Rueda Salaberry (Madrid, 23 mei 1926 – aldaar, 25 mei 1996) was een Spaanse beeldhouwer en schilder.

## Leven en werk
Rueda studeerde aanvankelijk rechten, maar hij ontplooide zich als autodidact tot schilder. In 1954 kreeg hij zijn eerste tentoonstelling. Zijn eerste werken waren beïnvloed door het kubisme, maar hij ontwikkelde zich tot een minimalistische en geometrisch-abstracte stijl. Hij creëerde vooral reliëfs en collages in hout en metaal. Hij was met onder anderen de abstracte kunstenaars Antonio Saura, Antonio Lorenzo en Eusebio Sempere lid van de kunstenaarsgroepering Grupo de Cuenca. In 1960 vertegenwoordigde hij met enkele werken Spanje bij de Biënnale van Venetië. Hij was met de kunstenaars Fernando Zóbel, Gustavo Torner en Eusebio Sempere de stichter van het Museo de Arte Abstracto Español in Cuenca, welk museum in 1966 voor het publiek werd geopend. Rond 1969 ging hij over tot de beeldhouwkunst.
Het werk van Rueda bevindt zich in de collectie van vele Spaanse en internationale musea, onder andere het Institut Valencià d'Art Modern (IVAM) in València met 106 werken, het Museo Nacional Centro de Arte Reina Sofía (MNCARS) in Madrid met 76 werken, het Museo de la Real Academia de Bellas Artes de San Fernando in Madrid met 84 werken en de Biblioteca Nacional in Madrid met 76 werken. In 1995 werd Rueda benoemd tot lid van de Real Academia de Bellas Artes de San Fernando. De kunstenaar overleed in 1996.

## Enkele werken in de openbare ruimte
- Polar II (1969)[1], Madrid
- Volumen-Relieve-Arquitectura (1972), beeldenpark Museo de Escultura al Aire Libre (Madrid) in Madrid
- Almagro (1987), collectie Museo Es Baluard in Palma de Mallorca
- Almagro Amarilla (1987), tentoongesteld op diverse locaties
- Moderno (1987), Valencia
- Homenage a Arthur Rubinstein (1987), Madrid
- glas-in-loodramen (1991)[2], Catedral de Cuenca in Cuenca
- Protagonista (1992), Madrid
- Toegangspoorten van het Spaanse paviljoen tijdens de Wereldtentoonstelling van 1992 (Expo Sevilla 1992) in Sevilla

## Fotogalerij

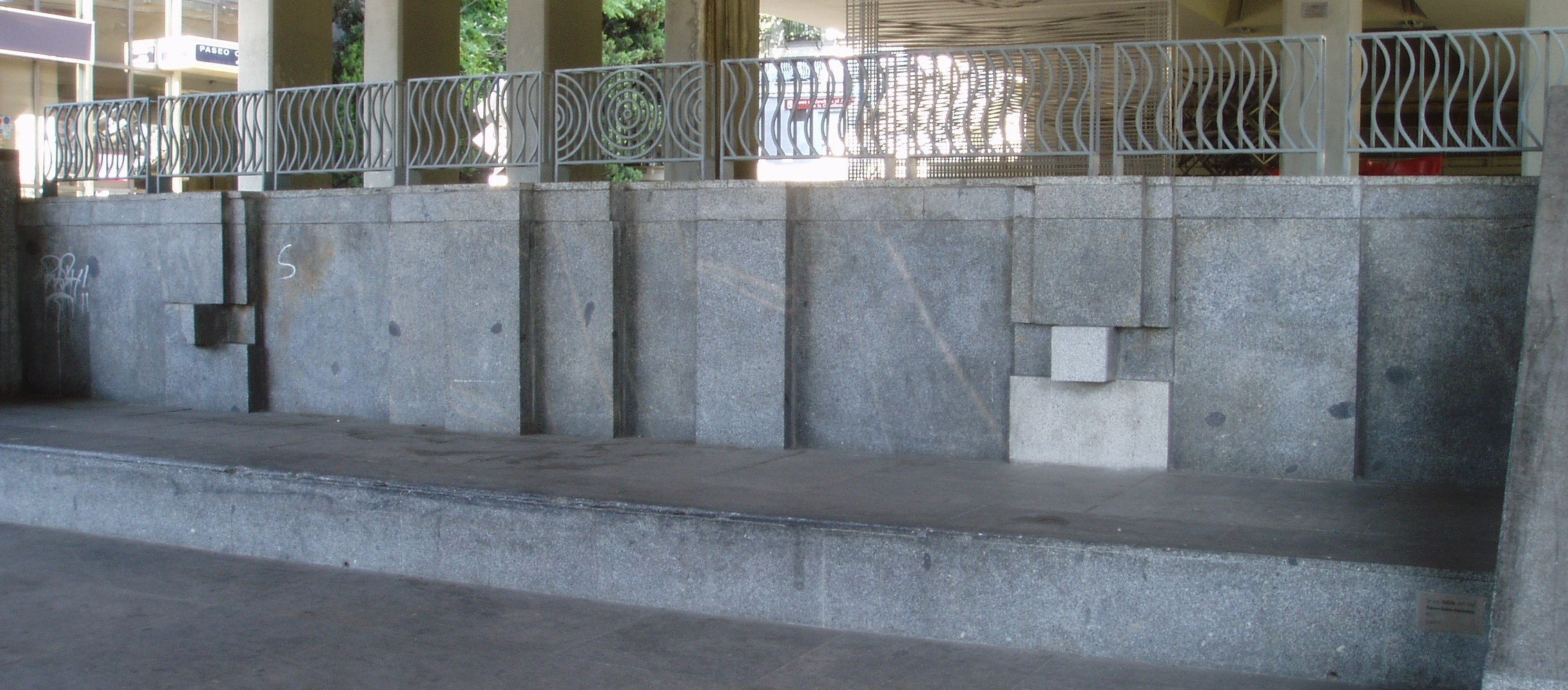
Volumen-Relieve-Arquitectura (1972)
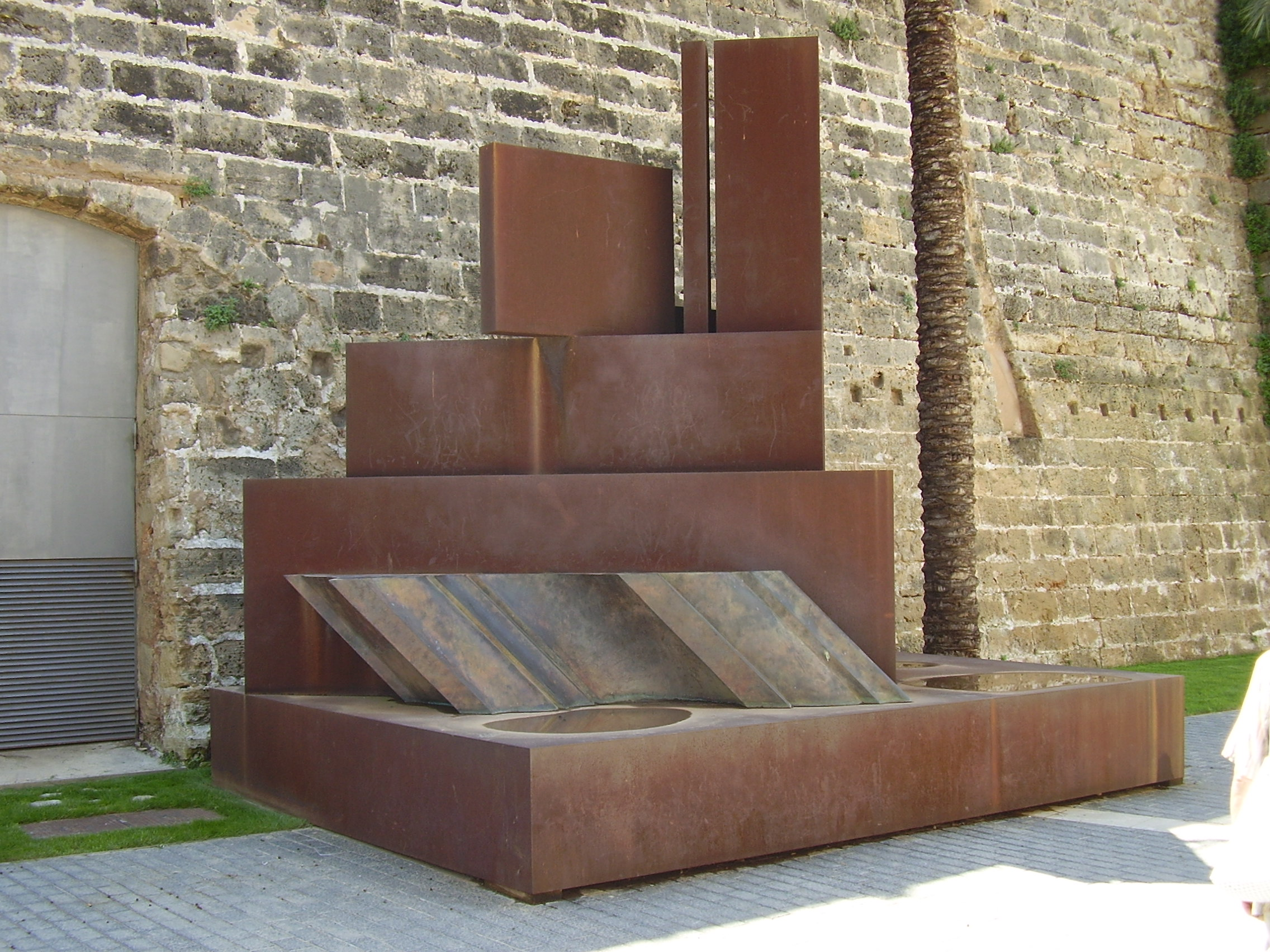
Almagro (1987)